# Devi Singh
Devi Singh (ur. 10 sierpnia 1932) – indyjski strzelec, olimpijczyk. 
Startował na igrzyskach w 1964 roku (Tokio). Zajął 49. miejsce w trapie.

## Wyniki olimpijskie
| Igrzyska | Konkurencja | Wynik       | Miejsce | Źródło |
| -------- | ----------- | ----------- | ------- | ------ |
| IO 1964  | Trap        | 168 punktów | 49.     | [ 1 ]  |